# 本能寺ホテル
『本能寺ホテル』（ほんのうじホテル）は、2017年1月14日に公開された日本映画。『プリンセス トヨトミ』の鈴木雅之監督と綾瀬はるか・堤真一が再びタッグを組んだSF映画。主演は綾瀬はるかと堤真一の二人である。

## あらすじ
倉本繭子は勤めていた会社が倒産し、あてのない生活を送っていた。そんなある日、繭子はかねてから交際している吉岡恭一からプロポーズされ、流されるままに婚約する。
繭子は恭一の両親の金婚式の祝賀パーティーに出席するため一足先に京都を訪れる。しかし、予約していたホテルは手違いで泊まることができず、途方に暮れながら街をさまよった繭子は、路地裏にひっそりと佇む「本能寺ホテル」なるホテルに辿り着く。出迎えた支配人に導かれるように中に入る。泊まる部屋に向かうためにエレベーターに乗った繭子が、街で買った金平糖を口に入れると、不思議な世界へと迷い込んでしまう。
気が付くと、繭子は戦国時代の京にタイムスリップしていた。しかも、彼女の前に現れたのは、天下統一を目前にした織田信長であった。繭子は訳の分からないまま、「本能寺ホテル」と戦国時代の京を行き来しながら、信長とその小姓・森蘭丸との交流を深めるうち、次第に信長の人間性に惹かれていく。
しかしやがて、繭子は迷い込んだのが、天正10年（1582年）6月2日の信長の命運を決める本能寺の変が起きる前日6月1日の本能寺であることに気付く。
繭子は信長に明智光秀が謀反を起こすことを教える。

## キャスト
- 倉本繭子：綾瀬はるか
- 織田信長：堤真一
- 森蘭丸：濱田岳
- 吉岡恭一：平山浩行
- 本能寺ホテル支配人：風間杜夫
- 明智光秀：髙嶋政宏
- 吉岡征次郎：近藤正臣
- 大塚孫三：田口浩正
- 島井宗室：佐戸井けん太
- 恭一の高校時代の同級生 加奈：平岩紙
- 恭一の高校時代の同級生 町田：迫田孝也
- 征次郎の亡き妻：赤座美代子
- 木下藤吉郎秀吉：永野宗典
- 出張マッサージ師：八嶋智人
- 繭子が予約を間違えるホテルの支配人：宇梶剛士
- 職業安定所職員：飯尾和樹
- チラシを配る男：加藤諒
- ナレーション：中井貴一

## スタッフ
- 監督 - 鈴木雅之
- 脚本 - 相沢友子
- 製作 - 小川晋一、市川南、堀義貴
- プロデューサー - 土屋健、古郡真也、片山怜子
- アソシエイトプロデューサー - 大坪加奈
- 音楽 - 佐藤直紀
- 撮影 - 江原祥二
- 照明 - 杉本崇
- 録音 - 柿澤潔
- 編集 - 田口拓也
- 美術 - 棈木陽次、吉澤祥子
- 装飾 - 大橋豊
- 持道具 - 上田耕治
- 衣裳 - 大塚満、沖田正次
- メイク・結髪 - 山下みどり
- VFXスーパーバイザー - 西尾健太郎
- VFXプロデューサー - 赤羽智史
- 音響効果 - 柴崎憲治
- 選曲 - 藤村義孝
- 記録 - 稲田麻由子
- 監督補 - 服部大二
- 助監督 - 三橋利行
- 制作担当 - 鍋島章浩
- 製作 - フジテレビジョン、東宝、ホリプロ
- 制作協力 - 東映京都撮影所
- 制作プロダクション - FILM
- 配給 - 東宝

## 撮影地
- 亀山本徳寺（兵庫県姫路市）
- 随心院（京都府山科区）
- 書寫山圓教寺（兵庫県姫路市）

## Blu-ray、DVD
- 【Blu-ray】本能寺ホテル　Blu-ray スペシャル・エディション 2017年8月2日発売。
- 【Blu-ray】本能寺ホテル　Blu-ray スタンダード・エディション 2017年8月2日発売。
- 【DVD】本能寺ホテル　DVD スペシャル・エディション 2017年8月2日発売。
- 【DVD】本能寺ホテル　DVD スタンダード・エディション 2017年8月2日発売。

## テレビ放送
| 回数 | テレビ局   | 番組名（放送枠名） | 放送日        | 放送時間      | 放送分数 | 視聴率 |
| ---- | ---------- | ------------------ | ------------- | ------------- | -------- | ------ |
| 1    | フジテレビ | 土曜プレミアム     | 2018年2月10日 | 21:00 - 23:25 | 145分    | 9.8%   |

- 視聴率はビデオリサーチ調べ、関東地区・世帯・リアルタイム。

## ホテル本能寺
実在の本能寺はホテルを運営しているが、こちらは「ホテル本能寺」を名乗っている。